# Arcidiocesi di Poitiers

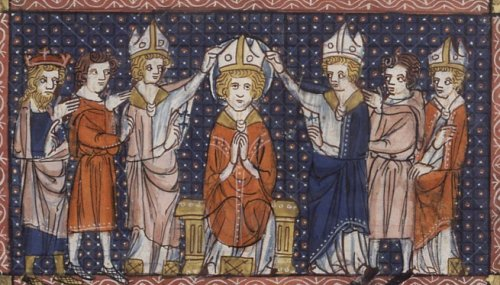
Rappresentazione iconografica di Sant'Ilario in un manoscritto del XIV secolo.

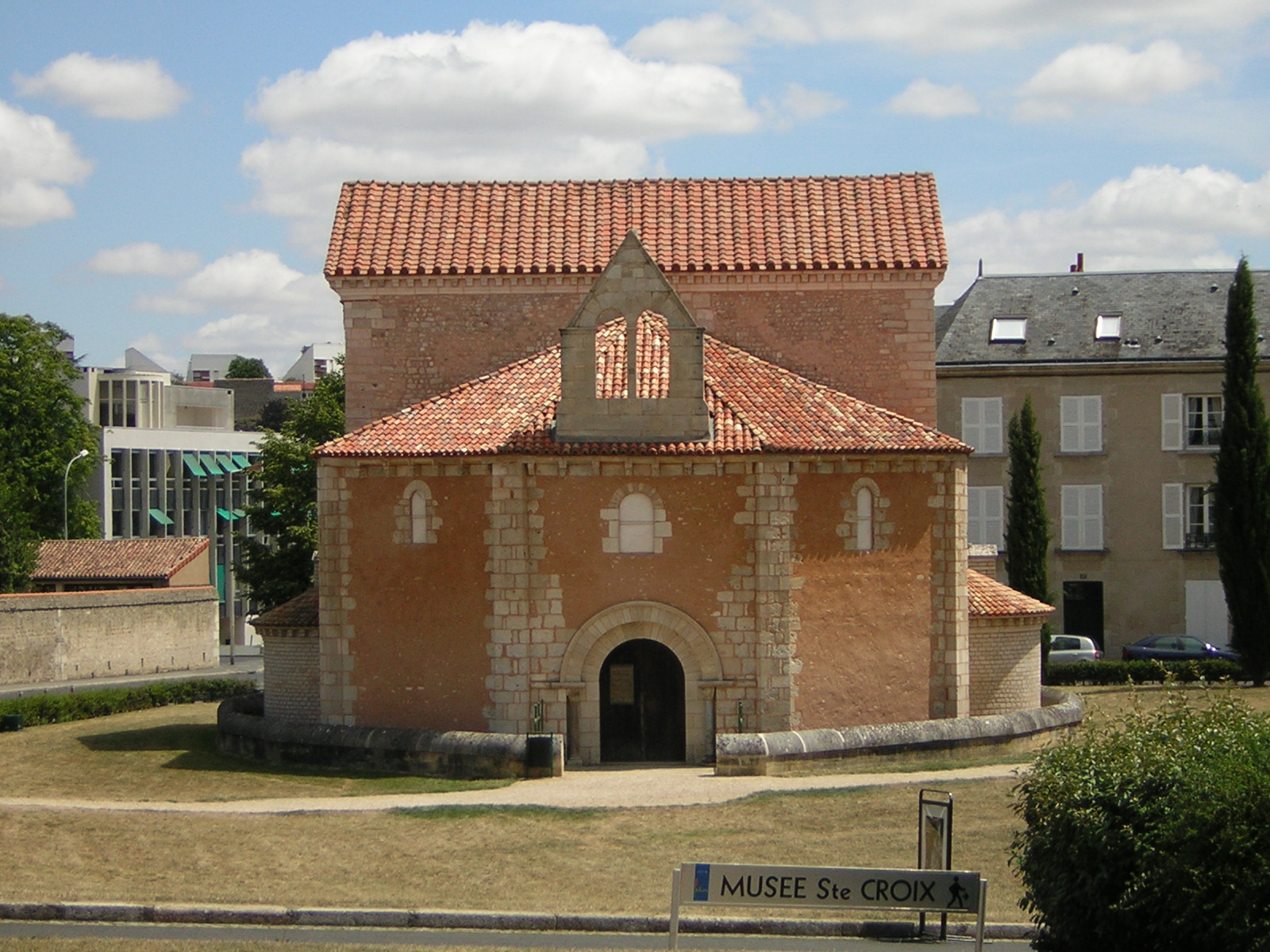
Il battistero di San Giovanni, che nella sua parte più antica risale all'epoca di sant'Ilario (IV secolo).

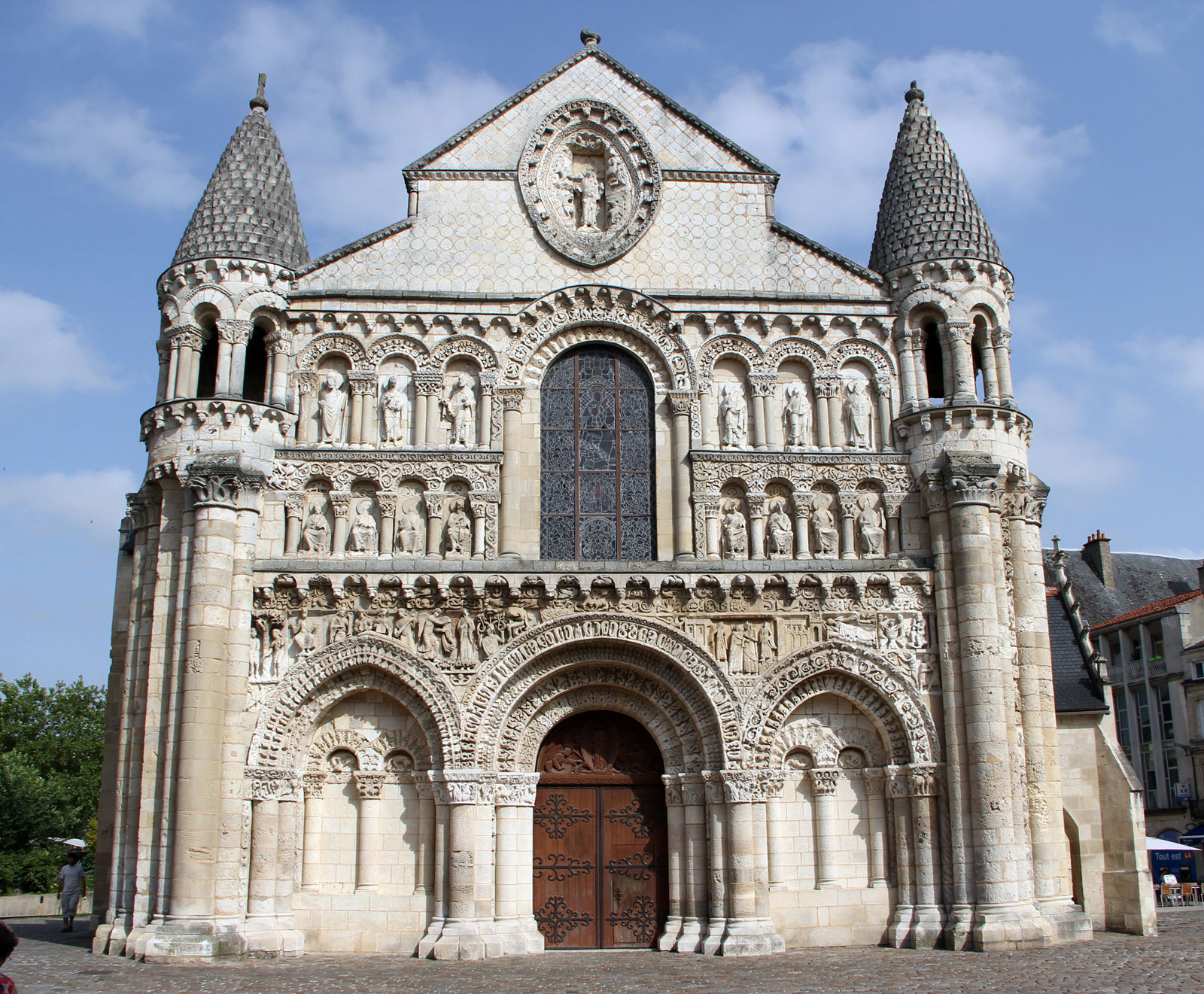
La chiesa Notre-Dame la Grande, menzionata per la prima volta nel X secolo.

L'arcidiocesi di Poitiers (in latino Archidioecesis Pictaviensis) è una sede metropolitana della Chiesa cattolica in Francia. Nel 2023 contava 660.550 battezzati su 812.916 abitanti. È retta dall'arcivescovo Jérôme Daniel Beau.

## Territorio
L'arcidiocesi comprende i dipartimenti francesi di Vienne e delle Deux-Sèvres.
Sede arcivescovile è la città di Poitiers, dove si trova la cattedrale di San Pietro.
Il territorio è suddiviso in 28 parrocchie, ottenute da una riorganizzazione di circa 600 parrocchie storiche.

### Provincia ecclesiastica
La provincia ecclesiastica di Poitiers, istituita nel 2002, comprende le seguenti suffraganee:
- diocesi di Angoulême
- diocesi di La Rochelle
- diocesi di Limoges
- diocesi di Tulle

### Istituti religiosi
Istituti religiosi maschili
- Congregazione di Solesmes dell'Ordine di San Benedetto
- Ordine cistercense
- Canonici regolari della Congregazione del Santissimo Salvatore lateranense
- Canonici dell'Immacolata Concezione
- Ordine dei frati predicatori
- Compagnia di Gesù
- Congregazione dei Sacri Cuori
- Piccoli fratelli di Gesù
- Sacerdoti del Sacro Cuore di Gesù
- Fratelli dell'istruzione cristiana di San Gabriele

Istituti religiosi femminili
- Benedettine
- Benedettine di Nostra Signora del Calvario
- Carmelitane
- Suore domenicane missionarie delle campagne
- Figlie della Carità del Sacro Cuore di Gesù
- Figlie della Croce, Suore di Sant'Andrea
- Figlie della Sapienza
- Figlie della Santa Vergine di Salvert
- Fraternità Maria Immacolata di Amailloux
- Oblate della Sapienza
- Suore dell'unione cristiana di Saint-Chaumond
- Società del Sacro Cuore di Gesù
- Suore dell'Immacolata Concezione di Niort
- Suore della Divina Provvidenza (Saint-Jean-de-Bassel)
- Suore domenicane della Congregazione romana di San Domenico
- Suore della Provvidenza di Pommeraye
- Suore di San Carlo d'Angers
- Ancelle dei poveri di Jeanne Delanoue
- Suore dei Sacri Cuori e dell'adorazione perpetua del Santissimo Sacramento

## Storia
La diocesi è attestata a partire dalla metà IV secolo, suffraganea dell'arcidiocesi di Bordeaux, sede metropolitana della provincia romana dell'Aquitania seconda.
Primo vescovo storicamente documentato è sant'Ilario, che occupò la sede di Poitiers qualche anno prima del concilio di Béziers (356), nel quale, per non essersi piegato alle idee ariane dell'imperatore, fu esiliato in Frigia. Qui ebbe modo di partecipare al concilio di Seleucia in Isauria (359); l'anno seguente ritornò in Gallia e morì verso il 367 o 368. Nel 312 era stata istituita una scuola accanto alla cattedrale, nella quale fu allievo lo stesso sant'Ilario e nel VI secolo san Venanzio Fortunato, vescovo di Poitiers e celebre autore ecclesiastico.
In origine la diocesi era molto vasta e raggiungeva l'oceano Atlantico. Nel IX e nel X secolo le invasioni dei Bretoni e gli attacchi dei conti Angioini portarono alla cessione forzata di porzioni del suo territorio rispettivamente alla diocesi di Nantes e alla diocesi di Angers.
Poco dopo la metà del XII secolo fu iniziata la costruzione dell'attuale cattedrale, grazie al supporto di Aliénor d'Aquitania e del marito Enrico II d'Inghilterra. Fu consacrata il 17 ottobre 1379.
Il 13 agosto 1317, con una bolla di Giovanni XXII, fu sottratta a Poitiers tutta la parte centro-occidentale della diocesi con la quale il papa eresse le diocesi di Luçon e di Maillezais. Queste decisioni tolsero alla diocesi 3 arcipreture e 7 decanati, che comprendevano 456 parrocchie, 16 abbazie e 218 priorati.
Carlo VII istituì l'università di Poitiers, in opposizione a quella di Parigi, che si era schierata con Enrico VI d'Inghilterra. Il 28 maggio 1431 papa Eugenio IV approvò l'università con una bolla pontificia.
Il 15 aprile 1583 il vescovo Geoffroy de Saint-Belin adottò il rito romano in tutta la diocesi.
Il 29 novembre 1801 in seguito al concordato i confini della diocesi furono sostanzialmente modificati per farli coincidere con i dipartimenti di Vienne e delle Deux-Sèvres. Cedette 130 parrocchie alle diocesi circostanti, ma al contempo incorporò 93 parrocchie sottratte alla diocesi di La Rochelle e 35 che erano appartenute alla soppressa diocesi di Saintes.
Il 1º settembre 1974 cedette alla diocesi di Angers la parrocchia di Puy-Saint-Bonnet, che dal 1º settembre 1973 faceva parte del dipartimento del Maine e Loira.
L'8 dicembre 2002, in seguito alla riorganizzazione delle circoscrizioni ecclesiastiche francesi, Poitiers è stata elevata al rango di arcidiocesi metropolitana.

## Cronotassi dei vescovi
Si omettono i periodi di sede vacante non superiori ai 2 anni o non storicamente accertati.
Diversi sono i manoscritti che riportano il catalogo dei vescovi di Poitiers. Quattro di questi sono anteriori al XIII secolo e, secondo Duchesne, "sono documenti storici importanti in quanto rappresentano la tradizione riconosciuta nel XII secolo, nella Chiesa di Poitiers, sulla successione dei vescovi di questa sede". A partire dal VI secolo, il catalogo è in larga parte confermato dai documenti e dalle testimonianze storiche; non vi è invece certezza sui nomi precedenti questo periodo, perché su 23 vescovi menzionati, solo sant'Ilario è storicamente documentato.
- Sant'Ilario di Poitiers † (circa 350 - 13 gennaio 367 o 368 deceduto)
- Pascenzio I †[6]
- Quinziano †
- San Gelasio †
- Sant'Antemio †
- San Massenzio †[7]
- Perenne †
- Migezio †
- Lupicino I †
- Pelagio †
- Lupicino II †
- Lupicino III †
- Esico I †
- Esico II †
- Antonio †
- Adelfio † (prima del 511 - dopo il 533)
- Elapsio †
- Daniele † (menzionato nel 541)
- San Pienzo † (prima del 544 circa - circa 561)
- San Pascenzio † (all'epoca del re Cariberto I)
- Maroveo † (prima del 585 - dopo il 590
- Platone † (circa 591/593 - circa 599 deceduto)
- San Venanzio Fortunato † (599 - circa 607 deceduto)
- Caregisilo †
- Ennoaldo † (menzionato nel 614)
- Giovanni I † (menzionato nel 627)[8]
- Didone † (circa 628 o 629 - dopo il 669)
- Ansoaldo † (prima del 677 - dopo il 696 o 697)
- Eparchio †
- San Massimino †
- Gauberto †[9]
- Godone de Rochechouart † (menzionato nel 757)[10]
- Magniberto †
- Bertaldo †[11]
- Benedetto †
- Giovanni II †[12]
- Bertrando I † (menzionato nel 785 circa)
- Sigebrand † (prima dell'818 - dopo novembre 830)
- Fridebert ? † (menzionato nell'834)[13]
- Ébroïn † (prima dell'838 - 18 aprile dopo l'848 deceduto)[14]
- Engenold † (prima dell'860 - dopo l'871)
- Frotier I ? †[15]
- Hecfroi † (prima dell'878 - 900 deceduto)
- Frotier II † (prima del 905 - dopo il 936)
- Alboin † (937 - 962 deceduto)
- Pierre I † (circa 963 - 975 deceduto)
- Gislebert I † (975 - dopo il 1018)
- Isembert I † (1021 - circa 1047 deceduto)
- Isembert II † (1047 - 1086 deceduto)
- San Pietro II † (1087 - 4 aprile 1115 deceduto)
- Guillaume Gilbert † (1117 - 1123 deceduto)
- Guillaume Adelelme † (1124 - 6 ottobre 1140 deceduto)
- Grimoard † (1140 - ottobre 1140 deceduto)
- Gislebert II † (1142 - 4 settembre 1154 deceduto)
- Calo † (1155 - 4 novembre 1157 deceduto)
- Laurent † (prima del 26 marzo 1159 - 28 marzo 1161 deceduto)
- Jean aux Belles-Mains † (1162 - 1181 nominato arcivescovo di Lione)
- San Guglielmo Tempier † (prima del 1184 - 29 marzo 1197 deceduto)
- Adémar du Peirat † (1197 o 1198 - 1198 deceduto)
- Maurice de Blazon † (21 dicembre 1198 - circa 1214 deceduto)
- Guillaume Prévost † (1217 - 1224 o 1225 deceduto)
- Philippe Balleos † (1226 - dopo il 1234)[16]
- Jean de Melun † (circa 1235 - 11 settembre 1257 deceduto)
- Hugues de Châteauroux † (prima del 1259 - 14 ottobre 1271 deceduto)
  - Sede vacante (1271-1279)
- Beato Gauthier de Bruges, O.F.M. † (4 dicembre 1279 - 1306 dimesso)
- Arnaud d'Aux † (4 novembre 1306 - 23 dicembre 1312 nominato vescovo di Albano)
- Fort d'Aux † (29 marzo 1314 - 8 marzo 1357 deceduto)
- Jean de Lieux † (27 novembre 1357 - agosto 1362 deceduto)
- Raymond † (19 dicembre 1362 - ?)
- Aimery de Mons † (prima del 4 giugno 1363 - 3 marzo 1370 deceduto)
- Guy de Malesec † (9 aprile 1371 - 20 dicembre 1375 dimesso)
- Bertrand de Maumont † (9 gennaio 1376 - 12 agosto 1385 deceduto)
- Simon de Cramaud † (24 novembre 1385 - 17 marzo 1391 nominato antipatriarca di Alessandria)
- Louis d'Orléans † (17 marzo 1391 - 2 aprile 1395 nominato vescovo di Beauvais)
- Ythier de Martreuil † (2 aprile 1395 - 1403 deceduto)
- Gérard de Montaigu † (27 settembre 1403 - 24 luglio 1409 nominato vescovo di Parigi)
- Pierre Trousseau † (11 settembre 1409 - 14 aprile 1413 nominato arcivescovo di Reims)	
  - Simon de Cramaud † (14 aprile 1413 - 15 dicembre 1422 deceduto) (amministratore apostolico, per la seconda volta)
  - Louis de Bar † (3 marzo 1423 - 14 febbraio 1424 dimesso) (amministratore apostolico)
- Hugues de Combarel † (14 febbraio 1424 - dopo il 1438)
- Guillaume Gouge de Charpaignes † (15 dicembre 1441 - dopo il 1445)
- Jacques Jouvenel des Ursins † (3 marzo 1449 - 12 marzo 1457 deceduto)
- Léon Guérinet † (1457 - 15 aprile 1462 nominato vescovo di Fréjus)
- Jean du Bellay † (15 aprile 1462 - 3 settembre 1479 deceduto)
- Guillaume de Clugny † (26 ottobre 1479 - 1480 deceduto)
- Pierre d'Amboise, O.S.B. † (21 novembre 1481 - 1º settembre 1505 deceduto)
  - Jean-François de la Trémoille † (5 dicembre 1505 - 19 giugno 1507 deceduto) (amministratore apostolico)
- Claude de Husson † (10 settembre 1507 - 1521 deceduto)
- Louis de Husson † (23 agosto 1521 - 1532 dimesso)
- Gabriel de Gramont † (13 gennaio 1532 - 26 marzo 1534 deceduto)
  - Claude de Longwy de Givry † (29 aprile 1534 - 30 gennaio 1551 dimesso) (amministratore apostolico)
- Jean d'Amoncourt † (30 gennaio 1551 - ?)
- Charles Pérusse des Cars † (13 marzo 1560 - 1569 nominato vescovo di Langres)
- Jean du Fay, O.S.B. † (3 marzo 1572 - 5 novembre 1578 deceduto)
- Geoffroy de Saint-Belin, O.Cist. † (27 marzo 1577 - 21 novembre 1611 deceduto)
- Henri-Louis Chasteigner de La Roche-Posay † (19 marzo 1612 succeduto - 30 luglio 1651 deceduto)
  - Sede vacante (1651-1658)
  - Antonio Barberini † (16 agosto 1653 - 27 giugno 1657 nominato arcivescovo di Reims) (illegittimo)
- Gilbert Clérembault de Palluau † (1º aprile 1658 - 4 gennaio 1680 deceduto)
- Hardouin Fortin de la Hoguette † (15 luglio 1680 - 21 gennaio 1692 nominato arcivescovo di Sens)
- François-Ignace de Baglion du Saillant † (23 novembre 1693 - 26 gennaio 1698 deceduto)
- Antoine Girard de La Bornat (La Bournat) † (15 settembre 1698 - 8 marzo 1702 deceduto)
- Jean-Claude de La Poype de Vertrieu † (25 settembre 1702 - 3 febbraio 1732 deceduto)
- Jérôme-Louis de Foudras de Courcenay † (3 febbraio 1732 succeduto - 13 agosto 1748 deceduto)
- Jean-Louis de La Marthonie de Caussade † (21 aprile 1749 - 12 marzo] 1759 dimesso[17])
- Martial-Louis de Beaupoil de Saint-Aulaire † (9 aprile 1759 - 1798 deceduto)
  - Sede vacante (1798-1802)
- Luc-Jean-Baptiste Bailly † (19 ottobre 1802 - 8 aprile 1804 deceduto)
- Dominique-Georges-Frédéric Dufour de Pradt † (1º febbraio 1805 - 27 marzo 1809 nominato arcivescovo di Malines)
  - Sede vacante (1809-1817)
- Jean-Baptiste de Bouillé † (1º ottobre 1817 - 14 gennaio 1842 deceduto)
- André-Joseph Guitton † (23 maggio 1842 - 7 maggio 1849 deceduto)
- Louis-Edouard-François-Desiré Pie † (28 settembre 1849 - 18 maggio 1880 deceduto)
- Jacques-Edne-Henri-Philadelphe Bellot des Minières † (13 dicembre 1880 - 15 marzo 1888 deceduto)
- André-Hubert Juteau † (14 febbraio 1889 - 25 novembre 1893 deceduto)
- Henri Pelgé † (18 maggio 1894 - 31 maggio 1911 deceduto)
- Louis Humbrecht † (1º settembre 1911 - 14 settembre 1918 nominato arcivescovo di Besançon)
- Marie-Augustin-Olivier de Durfort de Civbac de Lorge † (3 settembre 1918 - 22 dicembre 1932 dimesso[18])
- Edouard-Gabriel Mesguen † (7 dicembre 1933 - 4 agosto 1956 deceduto)
- Henri-Louis-Toussaint Vion † (4 agosto 1956 succeduto - 5 luglio 1975 dimesso)
- Joseph Jean Marie Rozier † (5 luglio 1975 succeduto - 12 giugno 1994 deceduto)
- Albert Jean-Marie Rouet (12 giugno 1994 succeduto - 12 febbraio 2011 ritirato)
- Pascal Jean Marcel Wintzer (13 gennaio 2012 - 6 agosto 2024 nominato arcivescovo di Sens)[19]
- Jérôme Daniel Beau, dal 14 gennaio 2025

## Statistiche
L'arcidiocesi nel 2023 su una popolazione di 812.916 persone contava 660.550 battezzati, corrispondenti all'81,3% del totale.
| anno | popolazione | popolazione | popolazione | presbiteri | presbiteri | presbiteri | presbiteri                | diaconi | religiosi | religiosi | parrocchie |
| anno | battezzati  | totale      | %           | numero     | secolari   | regolari   | battezzati per presbitero | diaconi | uomini    | donne     | parrocchie |
| ---- | ----------- | ----------- | ----------- | ---------- | ---------- | ---------- | ------------------------- | ------- | --------- | --------- | ---------- |
| 1950 | 580.000     | 613.487     | 94,5        | 792        | 666        | 126        | 732                       |         | 152       | 1.703     | 643        |
| 1970 | 632.000     | 666.718     | 94,8        | 729        | 606        | 123        | 866                       |         | 168       | 1.105     | 605        |
| 1980 | 665.000     | 698.000     | 95,3        | 543        | 456        | 87         | 1.224                     | 2       | 129       | 851       | 604        |
| 1990 | 693.000     | 716.000     | 96,8        | 437        | 379        | 58         | 1.585                     | 20      | 117       | 1.015     | 604        |
| 1999 | 672.610     | 725.942     | 92,7        | 314        | 300        | 14         | 2.142                     | 25      | 47        | 699       | 604        |
| 2000 | 670.000     | 744.342     | 90,0        | 306        | 294        | 12         | 2.189                     | 26      | 27        | 674       | 604        |
| 2001 | 669.000     | 743.416     | 90,0        | 303        | 290        | 13         | 2.207                     | 26      | 44        | 665       | 604        |
| 2002 | 669.000     | 743.411     | 90,0        | 291        | 279        | 12         | 2.298                     | 27      | 45        | 595       | 604        |
| 2003 | 670.000     | 743.417     | 90,1        | 277        | 268        | 9          | 2.418                     | 30      | 39        | 558       | 604        |
| 2004 | 670.000     | 743.417     | 90,1        | 297        | 261        | 36         | 2.255                     | 33      | 53        | 535       | 604        |
| 2013 | 670.000     | 790.900     | 84,7        | 223        | 198        | 25         | 3.004                     | 39      | 47        | 379       | 604        |
| 2016 | 652.731     | 801.601     | 81,4        | 181        | 171        | 10         | 3.606                     | 44      | 36        | 352       | 600        |
| 2019 | 659.400     | 810.813     | 81,3        | 157        | 157        |            | 4.200                     | 43      | 26        | 32        | 28         |
| 2021 | 661.000     | 812.900     | 81,3        | 155        | 150        | 5          | 4.264                     | 44      | 31        | 24        | 28         |
| 2023 | 660.550     | 812.916     | 81,3        | 137        | 137        |            | 4.821                     | 44      | 36        | 185       | 28         |